# Adolf II Schaumburg-Lippe
Adolf II Bernard Moritz Ernst Waldemar (ur. 23 lutego 1883 w Stadthagen, zm. 26 marca 1936 w Zumpango w Meksyku) – ostatni książę panujący w Schaumburg-Lippe.

## Życiorys
Urodził się jako najstarszy syn następcy tronu Schaumburg-Lippe księcia Jerzego (od 1911 monarchy panującego jako Jerzy II) i jego żony księżnej Marii Anny. W państwie tym panował wówczas jego dziadek – książę Adolf I. Pierwsze nauki pobierał u prywatnych nauczycieli. Następnie uczęszczał wraz z młodszym bratem Maurycym do gimnazjum w Brunszwiku. Naukę w gimnazjum zakończył egzaminem maturalnym. W kolejnych latach studiował, między innymi w Genewie. Jak większość przedstawicieli rodzin panujących służył w armii. Po śmierci dziadka 8 maja 1893 został następcą tronu, natomiast 29 kwietnia 1911 kiedy zmarł jego ojciec nowym monarchą. Po klęsce Cesarstwa w I wojnie światowej i wybuchu rewolucji listopadowej w 1918 podobnie jak wszyscy niemieccy monarchowie został zmuszony do abdykacji. Wyemigrował na Wyspy Briońskie.

## Małżeństwo
10 stycznia 1920 w Berlinie poślubił Ellen Bischoff-Korthaus (1894–1936), rozwódkę, wcześniej żonę księcia Eberwyn zu Bentheim und Steinfurt. Para nie miała dzieci. Zginął wraz z żoną w katastrofie lotniczej. Nową głową rodu został jego młodszy brat Wolrad.